# ゲオルク・ヴィクトル (ヴァルデック侯)
ゲオルク・ヴィクトル（ドイツ語: Georg Viktor, 1831年1月14日 - 1893年5月12日）は、ヴァルデック＝ピルモント侯（在位：1845年 - 1893年）。

## 生涯
1831年、ヴァルデック＝ピルモント侯ゲオルク2世とその妃でアンハルト＝ベルンブルク＝シャウムブルク＝ホイム侯ヴィクトル2世の娘であるエンマの間に生まれた。12歳で即位したため母エンマによる摂政政治がしかれたが、1848年革命の煽りを受けて侯国で制定された新憲法では、エンマが摂政を退くことが要求されていた。ところがエンマはこれを拒んで摂政の座に留まり続け、1852年8月17日にようやく引退した。
ゲオルク・ヴィクトルは普墺戦争ではプロイセン側につき、さらにはヴァルデック侯国をプロイセン領に併合することまでプロイセン政府に提案したが、オットー・フォン・ビスマルクはこの申し出を断った。またプロイセンとの軍事協定も何度か更新している。
1893年、ボヘミアのマリーエンバートで肺炎により死去し、長男フリードリヒが侯位を継承した。

## 結婚と子女
ゲオルク・ヴィクトルは1853年9月26日にナッサウ公ヴィルヘルムの娘ヘレーネと結婚し、間に一男六女をもうけた。
- ゾフィー（1854年 - 1869年）
- パウリーネ（英語版）（1855年 - 1881年）ベントハイム＝シュタインフルト侯アレクシスと結婚
- マリー（1857年 - 1882年）ヴュルテンベルク王ヴィルヘルム2世と結婚
- エンマ（1858年 - 1934年）オランダ王ウィレム3世と結婚
- ヘレーネ（1861年 - 1922年）イギリス王子・オールバニ公レオポルドと結婚
- フリードリヒ（1865年 - 1946年）ヴァルデック侯
- エリーザベト（英語版）（1873年 - 1961年）エアバッハ＝シェーンベルク侯アレクサンダー[注釈 1]と結婚

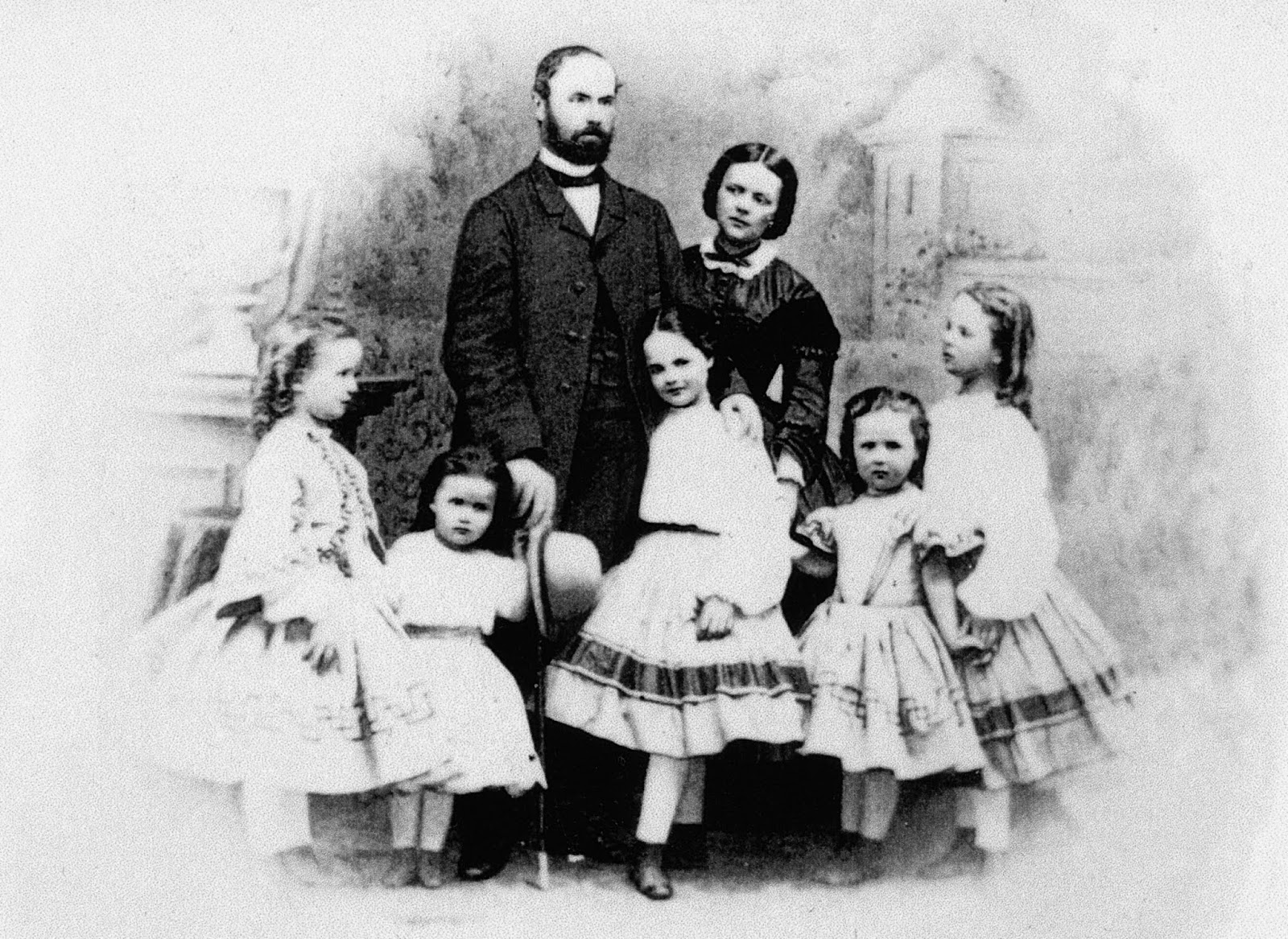
ゲオルク・ヴィルヘルムとヘレーネ夫妻、その子ども達（1864年頃）

ヘレーネと1888年に死別したゲオルク・ヴィクトルは、1891年4月29日にシュレースヴィヒ＝ホルシュタイン＝ゾンダーブルク＝グリュックスブルク公フリードリヒの娘ルイーゼと再婚した。間に生まれた一人息子は第1次世界大戦で若くして戦死した。
- ヴォルラート（英語版）（1892年 - 1914年）